# Baicheng (Aksu)
Baicheng (en chino, 拜城县; pinyin, Bàichéng xiàn; literalmente, ‘ciudad Bài’) también conocida por su nombre uigur de Bai (en uigur: باي, romanizado: Bay; literalmente, ‘riqueza’; en chino, 拜; pinyin, Bài) es un condado bajo la administración directa de la Prefectura Aksu en la Región autónoma de Sinkiang, República Popular China. Su área es de 15 890 km² y su población total para 2010 superó los 230 mil habitantes.

## Administración
Desde octubre de 2022, el condado Baicheng se divide en 14 pueblos que se administran en 4 poblado y 10 villas.